# Yashānsakhī
Yashānsakhī (persiska: یشانسخی, Yeshān Sakhī) är en ort i Iran.   Den ligger i provinsen Khuzestan, i den centrala delen av landet, 500 km sydväst om huvudstaden Teheran. Yashānsakhī ligger 44 meter över havet och antalet invånare är 672.
Terrängen runt Yashānsakhī är mycket platt, och sluttar söderut. Runt Yashānsakhī är det ganska tätbefolkat, med 80 invånare per kvadratkilometer. Närmaste större samhälle är Khowzīneh-ye Bāqer, 11,2 km norr om Yashānsakhī. Omgivningarna runt Yashānsakhī är i huvudsak ett öppet busklandskap.